# Piz Murtaröl
Piz Murtaröl är en bergstopp i Schweiz.   Den ligger i kommunen Val Müstair och kantonen Graubünden, i den östra delen av landet, 220 km öster om huvudstaden Bern. Toppen på Piz Murtaröl är 3 180 meter över havet, eller 820 meter över den omgivande terrängen. Bredden vid basen är 13,4 km.
Terrängen runt Piz Murtaröl är bergig åt sydost, men åt nordväst är den kuperad. Runt Piz Murtaröl är det glesbefolkat, med 11 invånare per kvadratkilometer.. Närmaste större samhälle är Müstair, 13,6 km nordost om Piz Murtaröl. 
Trakten runt Piz Murtaröl består i huvudsak av gräsmarker.